# 比茜·图诺克
比茜·图诺克（Bitsie Tulloch，1981年1月19日—），本名伊丽莎白·图诺克（英語：Elizabeth Tulloch），是一位美国女演员。廣為人知的角色是在美国全国广播公司播出的电视剧格林中担任Juliette Silverton一角。2017年6月與同劇男主角David Giuntoli結婚。

## 早年生活
图诺克出生在加州的圣地亚哥，在西班牙，乌拉圭和阿根廷长大。"Bitsie"并不是她的名字"Elizabeth"的缩写，而是致敬她的祖父——这是她的二战飞行员祖父的绰号。在回到美国后，她在纽约州的贝德福德镇完成了中学和高中，随后就读于哈佛大学，攻读英美文学和视觉环境研究，并且成功获得双学位毕业。图诺克的父亲拥有苏格兰血统，母亲拥有西班牙血统。

## 演艺生涯

### 电影与戏剧
在2013年上映的绿地，图诺克饰演了见证肯尼迪遇刺的玛里琳·锡茨曼.，并且在这部电影中与保罗·吉亚玛提，比利·鲍伯·松顿，哈登，杰姬韦弗，杰基·厄尔·哈利，和扎克·埃夫隆等大牌明星对戏。该部电影由汤姆·汉克斯执导，由普雷通公司出品，在肯尼迪遇刺50周年上映。
在2012年，图诺克与Marguerite Moreau合作出演了独立电影Caroline and Jackie，同时她也是这部电影的联合制片人。这部电影在2012年4月的翠贝卡电影节上首映，并于次年5月以戏剧的形式发行。
图诺克在获奖电影The Artist中出演一个小角色——19世纪20年代默片的女演员，诺玛。她在这部电影中与Jean Dujardin，约翰古德曼和詹姆斯克伦威尔合作。这部电影于2012年11月，由温斯坦公司出品，并且获得了奥斯卡最佳影片奖，该电影的演员Jean Dujardin被提名为Critics' Choice Award的最佳男配角奖。
图诺克在由Neil LaBute执导的电影Lakeview Terrace中与 Samuel L. Jackson，Kerry Washington和Patrick Wilson对戏，并且她在电影Uncross the Stars中与芭芭拉·赫尔希合作。在2009年的秋天，图诺克执导了浪漫喜剧电影Losing Control。图诺克在一部名为Alpha and Omega的3D电脑动画中为一匹叫做Sweets的狼配音，这部电影于2010年9月上映。目前，电影Tyranny与Riding the Pine正在前期制作中。
图诺克的首次演出是在电影R2-D2: Beneath the Dome中，作为R2-D2的女友，这部电影由George Lucas执导，以伪纪录片的形式讲述了星球大战系列电影中的科幻机器人R2-D2一生的故事。图诺克在Sam Forman的戏剧Quarterlife首映中作为主演演出，这部戏剧的首映是2006年3月，在Pico Playhouse中举办的。洛杉矶时报对这图诺克的评价如下：“精彩的表演...在整部戏剧的最后，Sally(比茜·图诺克)和Jack(克拉克·弗里曼)的表演既让人心碎，又让人陶醉...主演比茜·图诺克才华横溢”。

### 电视剧
图诺克在Ed Zwick和Marshall Herkovitz的戏剧quaterlife中饰演主角，2008年，这部剧首次于NBC上映。这部剧很快被引入到Bravo，图诺克也因为在这部剧中地表现而被赞赏有加。洛杉矶时报这样评价图诺克：“她是这群人中最棒地一个...饰演她的图诺克看上去注定要出名”图诺克也常常被比作第二个克莱尔·丹妮斯：“这部剧会成为造就一个真正明星的第一部剧吗？看起来是这样的”。26岁的图诺克显然有着和丹妮斯一样的灵性和吸引力。
图诺克已经出演的电视剧又House，Cold Case，The West Wing，Moonlight,Outlaw等。2007年，她在ABC的电视剧Lost中饰演一个科学家，但是由于该剧于quarterlife档期冲突，该角色更换了扮演着。
2009年，图诺克参演改编自Jessica Cutler小说的喜剧Washingtonienne，并且在三个主演中脱颖而出。
图诺克在NBC连续剧格林中饰演主要角色，这部电视剧描绘了一个基于格林童话的奇幻故事。在这部剧中，图诺克表现出了在西班牙语方面的天赋。

## 个人生活
在2014年，图诺克承认她与电视剧格林的男主角大卫·君图力正在交往。在2016年7月，图诺克与大卫承认他们在2016年4月订婚，并于2017年6月结婚。2018年10月，圖諾克懷孕的消息獲得確認，隔年2月，他們的女兒薇薇安誕生於這個世界。
在图诺克生活工作在波特兰的这段时间，图诺克成为了波特兰开拓者队的粉丝，并且经常被人看到与男搭档一起去看比赛。图诺克擅长英语和西班牙语两门语言。

## 荣誉
在2012年，图诺克由于在The Artist的精彩表演而被评论家选择电影奖提名为最佳配角奖，这个奖项也被称作评论家选择奖。
图诺克凭借着在Sam Forman的戏剧——Quarterlife的表演而被第28届洛杉矶每周戏剧奖提名。Quarterlife是一个有着20多部的实验性电视剧，这部剧原本只是想在网络上播放，但是它最后被NBC看重并且获得成功。